# ضفدع صندوقي الرأس
ضفدع صندوقي الرأس (الاسم العلمي: Pyxicephalus)، جنس ضفادع من فصيلة ضفادع صندوقية الرأس توجد في إفريقيا جنوب الصحراء، وتسمى عادًة ضفادع الثور الإفريقية أو ضفادع الثور. وهي ضفادع كبيرة للغاية (P. adspersus)، الإناث أصغر بكثير من الذكور. قد يستغرق نموها عقودًا للوصول إلى حجمها الكامل، وبعض أنواعه من أكثر الضفادع عمرًا، وقد تصل أعمارها إلى 45 عامًا.